# Aeroportul Unalaska
Aeroportul Unalaska (IATA: DUT, ICAO: PADU, FAA LID: DUT) este un aeroport din Aleutians West Census Area⁠(d), Unorganized Borough, Alaska, Alaska, Statele Unite ale Americii ce deservește zona Unalaska. Aeroportul a fost tranzitat în 2019 de 54.464 de pasageri.
Situat la o altitudine de 3 m, aeroportul dispune de 1 pistă. Este operat de Alaska Department of Transportation & Public Facilities⁠(d).

## Infrastructură

### Piste
Aeroportul dispune de o singură pistă. Pista 13/31 are suprafața de asfalt și dimensiunile 4.500 picioare × 100 picioare. 